# Collegio di Hertford and Stortford
Hertford and Stortford è un collegio elettorale situato nell'Hertfordshire, nell'Est dell'Inghilterra, e rappresentato alla Camera dei comuni del Parlamento del Regno Unito. Elegge un membro del parlamento con il sistema first-past-the-post, ossia maggioritario a turno unico; l'attuale parlamentare è Josh Dean del Partito Laburista, che rappresenta il collegio dal 2024.

## Estensione

Hertford and Stortford dal 2010 al 2024

- 1983–1997: i ward del distretto di East Hertfordshire di Bishop's Stortford Central, Bishop's Stortford Chantry, Bishop's Stortford Parsonage, Bishop's Stortford Thorley, Braughing, Buntingford, Hertford Bengeo, Hertford Castle, Hertford Kingsmead, Hertford Sele, Hunsdon, Little Hadham, Much Hadham, Sawbridgeworth, Standon St Mary, Stapleford, Tewin, Thundridge, Ware Christchurch, Ware Priory, Ware St Mary's e Ware Trinity.
- 1997–2010: i ward del distretto di East Hertfordshire di Bishop's Stortford Central, Bishop's Stortford Chantry, Bishop's Stortford Parsonage, Bishop's Stortford Thorley, Great Amwell, Hertford Bengeo, Hertford Castle, Hertford Kingsmead, Hertford Sele, Hunsdon, Little Amwell, Much Hadham, Sawbridgeworth, Stanstead, Ware Christchurch, Ware Priory, Ware St Mary's e Ware Trinity.
- 2010–2024: i ward del distretto di East Hertfordshire di Bishop's Stortford All Saints, Bishop's Stortford Central, Bishop's Stortford Meads, Bishop's Stortford Silverleys, Bishop's Stortford South, Great Amwell, Hertford Bengeo, Hertford Castle, Hertford Heath, Hertford Kingsmead, Hertford Sele, Hunsdon, Much Hadham, Sawbridgeworth, Stanstead Abbots, Ware Chadwell, Ware Christchurch, Ware St Mary's e Ware Trinity.
- dal 2024: i ward del distretto di East Hertfordshire di Bishop's Stortford All Saints; Bishop's Stortford Central; Bishop's Stortford North; Bishop's Stortford Parsonage; Bishop's Stortford South; Bishop's Stortford Thorley Manor; Hertford Bengeo; Hertford Castle; Hertford Kingsmead; Hertford Sele; Hunsdon; Much Hadham; Sawbridgeworth; Ware Priory; Ware Rural (Wareside and Widford Parishes); Ware St Mary's e Ware Trinity.[1]

## Membri del parlamento
| Elezione | Elezione     | Deputato    | Partito      |
| -------- | ------------ | ----------- | ------------ |
|          | 1983         | Bowen Wells | Conservatore |
| 2001     | Mark Prisk   |             | Conservatore |
| 2019     | Julie Marson |             | Conservatore |
|          | 2024         | Josh Dean   | Laburista    |

## Elezioni

### Elezioni negli anni 2020
| Partito                    | Partito                                           | Candidato                  | Risultati 4 luglio 2024 | Risultati 4 luglio 2024 |
| Partito                    | Partito                                           | Candidato                  | Voti                    | %                       |
| -------------------------- | ------------------------------------------------- | -------------------------- | ----------------------- | ----------------------- |
|                            | Laburista                                         | Josh Dean                  | 20 808                  | 38,53                   |
|                            | Conservatore                                      | Julie Marson               | 16 060                  | 29,74                   |
|                            | Reform UK                                         | John Burmicz               | 8 325                   | 15,41                   |
|                            | Verdi                                             | Nick Cox                   | 4 373                   | 8,10                    |
|                            | Lib Dem                                           | Helen Campbell             | 4 167                   | 7,72                    |
|                            | Alliance for Democracy and Freedom                | Jane Fowler                | 139                     | 0,26                    |
|                            | Heritage                                          | Barry Hensall              | 137                     | 0,25                    |
|                            |                                                   |                            |                         |                         |
| Iscritti                   | Iscritti                                          | Iscritti                   | 78 915                  | 100,00                  |
| ↳ Votanti (% su iscritti)  | ↳ Votanti (% su iscritti)                         | ↳ Votanti (% su iscritti)  | 54 009                  | 68,44                   |
| ↳ Astenuti (% su iscritti) | ↳ Astenuti (% su iscritti)                        | ↳ Astenuti (% su iscritti) | 24 906                  | 31,56                   |
|                            |                                                   |                            |                         |                         |
|                            | Esito: collegio passa da Conservatore a Laburista |                            |                         |                         |

### Elezioni negli anni 2010
| Partito                    | Partito                                   | Candidato                  | Risultati 12 dicembre 2019 | Risultati 12 dicembre 2019 |
| Partito                    | Partito                                   | Candidato                  | Voti                       | %                          |
| -------------------------- | ----------------------------------------- | -------------------------- | -------------------------- | -------------------------- |
|                            | Conservatore                              | Julie Marson               | 33 712                     | 56,10                      |
|                            | Laburista                                 | Chris Vince                | 14 092                     | 23,45                      |
|                            | Lib Dem                                   | Chris Lucas                | 8 596                      | 14,30                      |
|                            | Verdi                                     | Lucy Downes                | 2 705                      | 4,50                       |
|                            | UKIP                                      | Alistair Lindsay           | 681                        | 1,13                       |
|                            | Indipendente                              | Brian Percival             | 308                        | 0,51                       |
|                            |                                           |                            |                            |                            |
| Iscritti                   | Iscritti                                  | Iscritti                   | 81 765                     | 100,00                     |
| ↳ Votanti (% su iscritti)  | ↳ Votanti (% su iscritti)                 | ↳ Votanti (% su iscritti)  | 60 094                     | 73,50                      |
| ↳ Astenuti (% su iscritti) | ↳ Astenuti (% su iscritti)                | ↳ Astenuti (% su iscritti) | 21 671                     | 26,50                      |
|                            |                                           |                            |                            |                            |
|                            | Esito: collegio confermato a Conservatore |                            |                            |                            |

| Partito                    | Partito                                   | Candidato                  | Risultati 8 giugno 2017 | Risultati 8 giugno 2017 |
| Partito                    | Partito                                   | Candidato                  | Voti                    | %                       |
| -------------------------- | ----------------------------------------- | -------------------------- | ----------------------- | ----------------------- |
|                            | Conservatore                              | Mark Prisk                 | 36 184                  | 60,31                   |
|                            | Laburista                                 | Katherine Chibah           | 17 149                  | 28,59                   |
|                            | Lib Dem                                   | Mark Argent                | 4 845                   | 8,08                    |
|                            | Verdi                                     | David Woollcombe           | 1 814                   | 3,02                    |
|                            |                                           |                            |                         |                         |
| Iscritti                   | Iscritti                                  | Iscritti                   | 82 406                  | 100,00                  |
| ↳ Votanti (% su iscritti)  | ↳ Votanti (% su iscritti)                 | ↳ Votanti (% su iscritti)  | 59 992                  | 72,80                   |
| ↳ Astenuti (% su iscritti) | ↳ Astenuti (% su iscritti)                | ↳ Astenuti (% su iscritti) | 22 414                  | 27,20                   |
|                            |                                           |                            |                         |                         |
|                            | Esito: collegio confermato a Conservatore |                            |                         |                         |

| Partito                    | Partito                                   | Candidato                  | Risultati 7 maggio 2015 | Risultati 7 maggio 2015 |
| Partito                    | Partito                                   | Candidato                  | Voti                    | %                       |
| -------------------------- | ----------------------------------------- | -------------------------- | ----------------------- | ----------------------- |
|                            | Conservatore                              | Mark Prisk                 | 31 593                  | 56,14                   |
|                            | Laburista                                 | Katherine Chibah           | 10 084                  | 17,92                   |
|                            | UKIP                                      | Adrian Baker               | 7 534                   | 13,39                   |
|                            | Lib Dem                                   | Michael Green              | 4 385                   | 7,79                    |
|                            | Verdi                                     | Sophie Christophy          | 2 681                   | 4,76                    |
|                            |                                           |                            |                         |                         |
| Iscritti                   | Iscritti                                  | Iscritti                   | 78 929                  | 100,00                  |
| ↳ Votanti (% su iscritti)  | ↳ Votanti (% su iscritti)                 | ↳ Votanti (% su iscritti)  | 56 277                  | 71,30                   |
| ↳ Astenuti (% su iscritti) | ↳ Astenuti (% su iscritti)                | ↳ Astenuti (% su iscritti) | 22 652                  | 28,70                   |
|                            |                                           |                            |                         |                         |
|                            | Esito: collegio confermato a Conservatore |                            |                         |                         |

| Partito                    | Partito                                   | Candidato                  | Risultati 6 maggio 2010 | Risultati 6 maggio 2010 |
| Partito                    | Partito                                   | Candidato                  | Voti                    | %                       |
| -------------------------- | ----------------------------------------- | -------------------------- | ----------------------- | ----------------------- |
|                            | Conservatore                              | Mark Prisk                 | 29 810                  | 53,83                   |
|                            | Lib Dem                                   | Andrew Lewin               | 14 373                  | 25,95                   |
|                            | Laburista                                 | Stephen Terry              | 7 620                   | 13,76                   |
|                            | UKIP                                      | David Sodey                | 1 716                   | 3,10                    |
|                            | BNP                                       | Roy Harris                 | 1 297                   | 2,34                    |
|                            | Indipendente                              | Loucas Xenophontos         | 325                     | 0,59                    |
|                            | Indipendente                              | Martin Adams               | 236                     | 0,43                    |
|                            |                                           |                            |                         |                         |
| Iscritti                   | Iscritti                                  | Iscritti                   | 78 437                  | 100,00                  |
| ↳ Votanti (% su iscritti)  | ↳ Votanti (% su iscritti)                 | ↳ Votanti (% su iscritti)  | 55 377                  | 70,60                   |
| ↳ Astenuti (% su iscritti) | ↳ Astenuti (% su iscritti)                | ↳ Astenuti (% su iscritti) | 23 060                  | 29,40                   |
|                            |                                           |                            |                         |                         |
|                            | Esito: collegio confermato a Conservatore |                            |                         |                         |

### Elezioni negli anni 2000
| Partito                    | Partito                                   | Candidato                  | Risultati 5 maggio 2005 | Risultati 5 maggio 2005 |
| Partito                    | Partito                                   | Candidato                  | Voti                    | %                       |
| -------------------------- | ----------------------------------------- | -------------------------- | ----------------------- | ----------------------- |
|                            | Conservatore                              | Mark Prisk                 | 25 074                  | 50,46                   |
|                            | Laburista                                 | Richard Henry              | 11 977                  | 24,10                   |
|                            | Lib Dem                                   | James Lucas                | 9 129                   | 18,37                   |
|                            | Verdi                                     | Peter Hart                 | 1 914                   | 3,85                    |
|                            | UKIP                                      | David Sodey                | 1 026                   | 2,06                    |
|                            | Veritas                                   | Debbie Le May              | 572                     | 1,15                    |
|                            |                                           |                            |                         |                         |
| Iscritti                   | Iscritti                                  | Iscritti                   | 73 400                  | 100,00                  |
| ↳ Votanti (% su iscritti)  | ↳ Votanti (% su iscritti)                 | ↳ Votanti (% su iscritti)  | 49 692                  | 67,70                   |
| ↳ Astenuti (% su iscritti) | ↳ Astenuti (% su iscritti)                | ↳ Astenuti (% su iscritti) | 23 708                  | 32,30                   |
|                            |                                           |                            |                         |                         |
|                            | Esito: collegio confermato a Conservatore |                            |                         |                         |

| Partito                    | Partito                                   | Candidato                  | Risultati 7 giugno 2001 | Risultati 7 giugno 2001 |
| Partito                    | Partito                                   | Candidato                  | Voti                    | %                       |
| -------------------------- | ----------------------------------------- | -------------------------- | ----------------------- | ----------------------- |
|                            | Conservatore                              | Mark Prisk                 | 21 074                  | 44,67                   |
|                            | Laburista                                 | Simon Spellar              | 15 471                  | 32,79                   |
|                            | Lib Dem                                   | Mione Goldspink            | 9 388                   | 19,90                   |
|                            | UKIP                                      | Stuart Rising              | 1 243                   | 2,63                    |
|                            |                                           |                            |                         |                         |
| Iscritti                   | Iscritti                                  | Iscritti                   | 75 845                  | 100,00                  |
| ↳ Votanti (% su iscritti)  | ↳ Votanti (% su iscritti)                 | ↳ Votanti (% su iscritti)  | 47 176                  | 62,20                   |
| ↳ Astenuti (% su iscritti) | ↳ Astenuti (% su iscritti)                | ↳ Astenuti (% su iscritti) | 28 669                  | 37,80                   |
|                            |                                           |                            |                         |                         |
|                            | Esito: collegio confermato a Conservatore |                            |                         |                         |

## Risultati dei referendum

### Referendum sulla permanenza del Regno Unito nell'Unione europea del 2016
|             | Collegio               | Lasciare UE % | Rimanere in UE % |
| ----------- | ---------------------- | ------------- | ---------------- |
|             | Hertford and Stortford | 49,2%         | 50,8%            |
|             | Inghilterra            | 53,3%         | 46,7%            |
| Regno Unito | 51,9%                  | 48,1%         |                  |